# Chilakaluripet
Chilakaluripet è una suddivisione dell'India, classificata come municipality, di 89.888 abitanti, situata nel distretto di Guntur, nello stato federato dell'Andhra Pradesh. In base al numero di abitanti la città rientra nella classe II (da 50.000 a 99.999 persone).

## Geografia fisica
La città è situata a 16° 4' 60 N e 80° 10' 0 E e ha un'altitudine di 36 m s.l.m..

## Società

### Evoluzione demografica
Al censimento del 2001 la popolazione di Chilakaluripet assommava a 89.888 persone, delle quali 44.888 maschi e 45.000 femmine. I bambini di età inferiore o uguale ai sei anni assommavano a 10.041, dei quali 5.093 maschi e 4.948 femmine. Infine, coloro che erano in grado di saper almeno leggere e scrivere erano 53.077, dei quali 30.598 maschi e 22.479 femmine.